# Anoplognathus rothschildti
Anoplognathus rothschildti är en skalbaggsart som beskrevs av Ohaus 1898. Anoplognathus rothschildti ingår i släktet Anoplognathus och familjen Rutelidae. Inga underarter finns listade i Catalogue of Life.